# アブー・ヤアクーブ・ユースフ
アブー・ヤアクーブ・ユースフ（アラビア語: أَبُو يُوسُف يَعقُوب الناصر abū yūsuf ya`qūb an-nāṣr、? - 1307年）は、モロッコを支配したマリーン朝のスルターン（在位：1286年 - 1307年）。

## 生涯
父は先代のスルターン・アブー・ユースフ・ヤアクーブ。アブー・ユースフ・ヤアクーブとアブー・ヤアクーブ・ユースフ親子の治世は、マリーン朝に訪れた最初の繁栄期とされている。彼の治世にイフリーキーヤのハフス朝はマリーン朝に臣従し、マリーン朝の海軍はキリスト教国の貿易路で軍功を多く立てた。そのため北アフリカにおけるマリーン朝の権威は増大し、国内を訪れる隊商と巡礼者が増加した。
ユースフが即位した当時のマリーン朝は、臣従国である隣国ザイヤーン朝の反抗、宮廷内の権力闘争という問題を抱えていた。父ヤアクーブの治世末期にはカスティーリャ王国との関係は改善され、1285年に両国の間に和平が締結されていた。ユースフは即位直後、モロッコ南部で起きた反乱の鎮圧とザイヤーン朝の攻撃に兵力を割き、イベリア半島での積極的な軍事活動は行われなかった。
1291年にカスティーリャ王サンチョ4世が和平協定を破棄したため、再びイベリア半島への出兵が行われた。しかし、イベリア遠征では確たる成果を挙げることができず、イベリアでの軍事活動を停止してザイヤーン朝への攻撃を再開した。ザイヤーン朝支配下の多くの都市がマリーン朝の占領下に入り、1299年にザイヤーン朝の首都トレムセンを包囲した。トレムセンは容易に陥落せず、攻めあぐねたユースフはトレムセンの近郊にアル・マンスーラという急造の都市を建設した。
宮廷内では、ハージブ（侍従）のハリーファ・アクバルを初めとするユダヤ教徒の一族ラッカーサ家と、他の廷臣との間に権力闘争が起きていた。ハリーファ・アクバルは宮廷において最有力者としての地位を確立したが、おそらくは他の廷臣の働きかけを受けて、1302年にユースフはハリーファ・アクバルらラッカーサ家の人間の処刑と財産の没収を命じた。
1306年にナスル朝の君主ムハンマド3世によってセウタを占領される。
1307年、ユースフはトレムセン包囲中にマンスーラの宮殿で暗殺された。

## アル・マンスーラの町

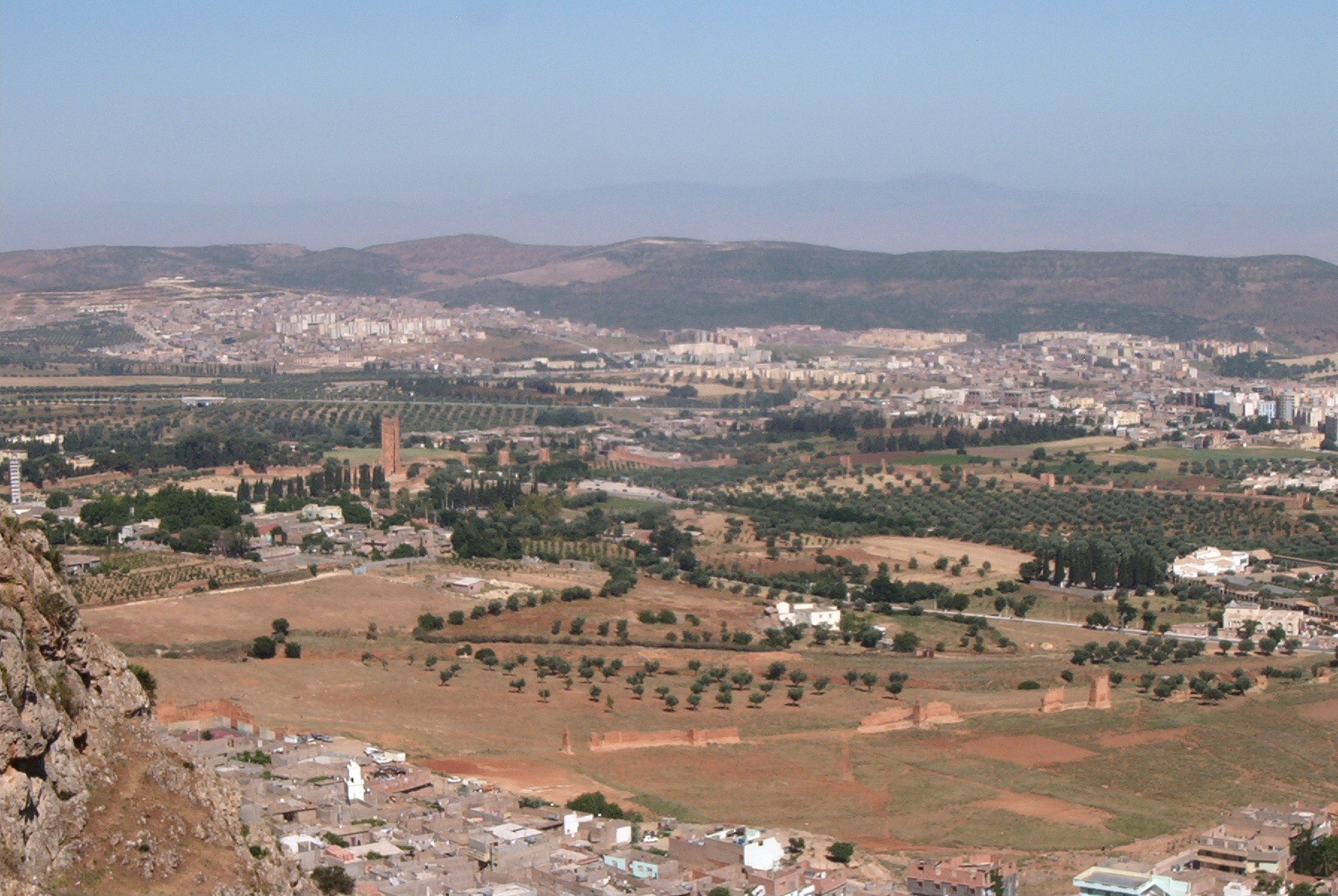
マンスーラの遠景

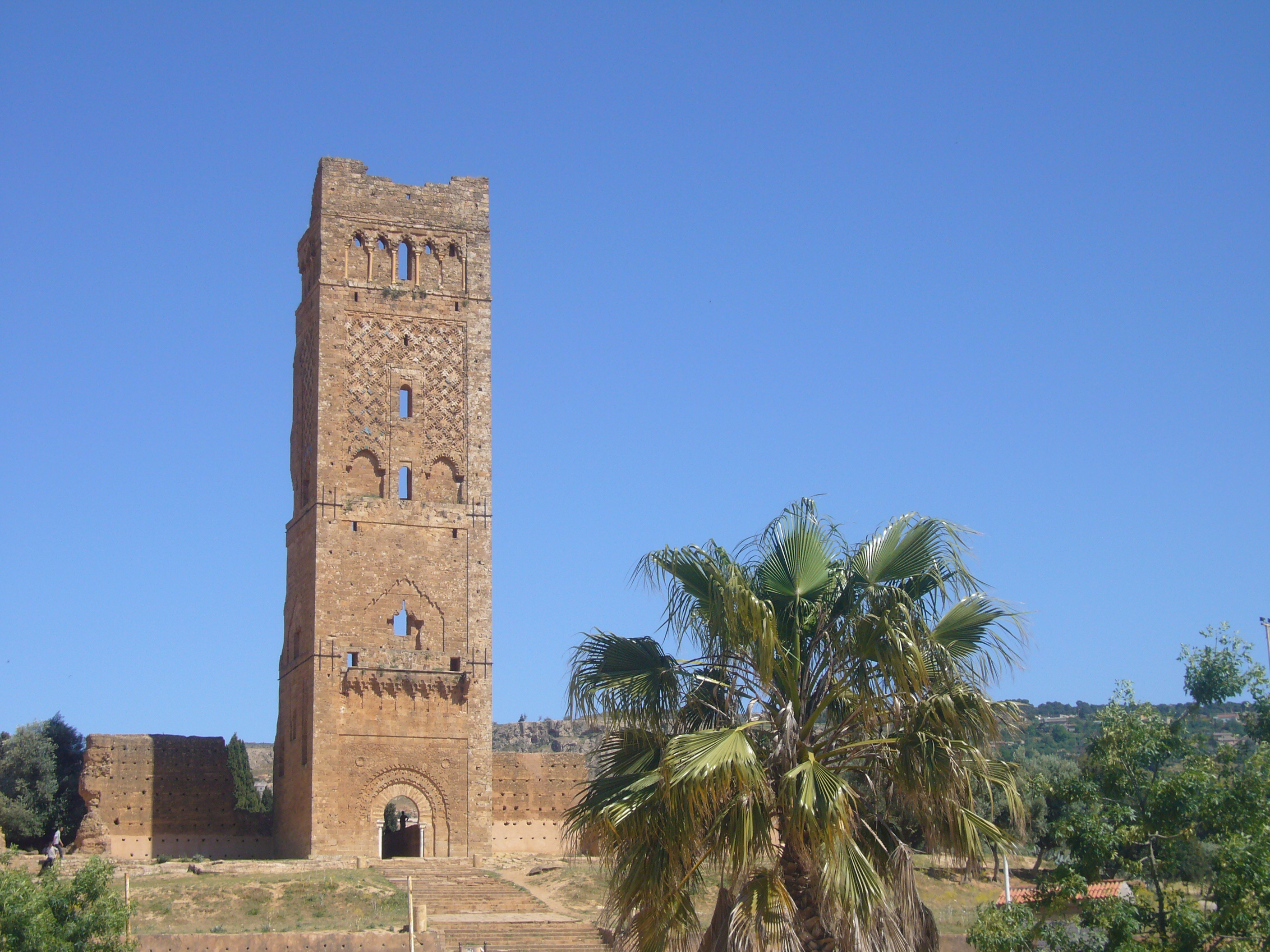
マンスーラのミナレット

1299年から1307年までのトレムセン包囲の際に、ユースフはトレムセンの南西4kmの地点にアル・マンスーラの町を建設した。町の名である「アル・マンスーラ」は「勝利者」を意味するが、一般には「ティリィムサーン・アル・ジャディード（新トレムセン）」という名で呼ばれた。
マンスーラには宮殿、モスク、泉、隊商宿が建設され、ヨーロッパの国々のフンドゥク（商館）も設けられた。マンスーラは交易の拠点として発展し、物資が欠乏するトレムセンとは対照的に市場には商品が溢れていた。ユースフの死後にマリーン朝がトレムセンの包囲を解いて撤退した後、トレムセンの市民によってマンスーラは破壊された。アブー・アルハサン・アリーの治世にトレムセンがマリーン朝の支配下に置かれた際にマンスーラは修復されたが、現在はミナレットと城壁だけが形を留めている。